# Madagali
Koordinaten: 10° 53′ N, 13° 37′ O
Madagali ist eine Stadt und Local Government Area im Bundesstaat Adamawa im Nordosten Nigerias nahe der Grenze zu Kamerun.
Die Kulturlandschaft Sukur ist als Weltkulturerbe anerkannt.
Madagali liegt seit 2009 im Gebiet der Terrororganisation Boko Haram. 2014 scheiterte der Versuch, die Besetzung militärisch zurückzudrängen. 2015 tötete eine Selbstmordattentäterin 25 Menschen bei einem Anschlag auf einem Marktplatz. Am 9. Dezember 2016 töteten zwei Selbstmordattentäterinnen auf einem Marktplatz mindestens 56 Menschen.

## Verkehr
Madagali liegt an der Nationalstraße A13.